# 신의 한 수 (영화)
신의 한 수: 사활편은 2014년 7월 3일에 개봉한 대한민국의 영화이다.

## 줄거리
프로 바둑 기사 태석은 거액이 걸린 내기 바둑에서 악명 높은 도박꾼 살수에게 패배하고, 심지어 살해당한 형의 누명까지 쓰게 되어 감옥에 갇힌다. 복수를 다짐하며 맹렬하게 훈련한 그는 7년 후 출소하여 형의 옛 동료였던 '꼼수', 은둔한 맹인 바둑 고수 '주님', 그리고 뛰어난 기술을 가진 고물상 '목수'와 함께 살수에게 복수할 계획을 세운다. 태석은 살수의 조직에 잠입해 도박장을 파고들며 그의 부하들을 하나씩 제거해 나간다. 하지만 살수는 태석의 정체를 알아차리고, 두 사람의 운명을 결정지을 마지막 대결을 벌이게 된다.

## 캐스팅
- 정우성 - 송태석 / 큰돌 역
- 이범수 - 오살수 역
- 안성기 - 주님 역
- 김인권 - 육종덕 / 꽁수 역
- 이시영 - 권은정 / 배꼽 역
- 안길강 - 허목수 역
- 이도경 - 왕사범 역
- 최진혁 - 선수 역
- 정해균 - 아다리 역
- 안서현 - 량량 역
- 김명수 - 송우석 역
- 유재상 - 태석조카 역
- 황춘하 - 꼽추 꼬봉 역
- 이일섭 - 노 사범 역
- 김세동 - 이 사범 역
- 이용녀 - 여꽁지 역
- 유순철 - 칠순사장 역
- 홍성덕 - 전문꾼 역
- 박지훈 - 행동대장 역
- 윤희철 - 초로노인 역
- 김소진 - 영숙 역
- 이호연 - 떡대 1 역
- 이상홍 - 떡대 2 역
- 성창호 - 떡대들 역
- 김산 - 건달 1 역
- 최제헌 - 건달 2 역
- 권철 - 태석중년상대 역
- 서건우 - 남계시원 역
- 차순형 - 살수파떡대들 역
- 김흥태 : 벤츠조폭 역
- 최일화 : 김기연 역 (특별출연)
- 김홍파 : 박정훈 역 (특별출연)
- 권태원 : 호구사장 역 (특별출연)
- 배성우 : 마작사내 역 (특별출연)

## 수상 경력
- 2014년 제51회 《대종상》 편집상 신민경